# Hirhafek
Hirhafek (também escrito Hirafok, Hirhafok ou Highafok) é uma vila na comuna de Idlès, no distrito de Tazrouk, província de Tamanghasset, Argélia.
Está localizada no lado sul da rodovia nacional N55 entre In Amguel para o oeste e Idlès para o leste. A vila está a 26 quilômetros (16 milhas) ao sudoeste de Idlès e 98 quilômetros (61 milhas) ao norte de Tamanrasset.